# Karel Komzák I

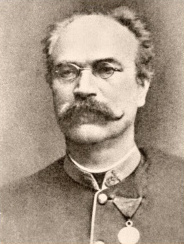
Karel Komzák I

Karel Komzák (ook: Karel Komzák sr. of Karel Komzák (vader)) (Netěchovice bij Týn nad Vltavou, 4 november 1823 – aldaar, 19 maart 1893) was een Boheems componist, dirigent, muziekpedagoog en organist. Zijn zoon Karel Komzák was eveneens een bekend componist en dirigent en hetzelfde geldt ook voor zijn kleinzoon Karel Komzák.

## Levensloop
Komzák speelde al op zesjarige leeftijd viool en vanaf zijn negende levensjaar orgel. In de kapel van het kasteel in Koloděje nad Lužnicí speelde hij orgel. Hij ging voor twee jaar naar Weikertschlag (Neder-Oostenrijk) op de middelbare school. Vervolgens was hij in enige jaren in Český Krumlov en behaalde zijn diploma's. Hij studeerde aan de orgelschool te Praag en volgde aan een academie de lerarenopleiding. Alhoewel hij uitstekende resultaten behaalde, vooral in de muziekvakken, kon hij uit financiële redenen niet aan het Státní konservatori hudby v Praze het Praags conservatorium studeren. Met steun van de gravin Karolina Marie Anna Vratislavová kon hij in Praag blijven.
Komzák, een man van imponerende gestalte, begon als muziekleraar. Vervolgens werd hij organist in Praag in de kapel van het Provinciale instituut voor psychisch ziekte, een instituut van de echtgenote van de gravin Karolina Marie Anna Vratislavová, de advocaat Paul Alois Karl Klar. Hier kon hij ook een klein huisje bewonen met zijn familie, zijn echtgenote Maria (een goede zangeres) en zijn hier geboren drie kinderen, dochter Maria (1849) zoon Karel (1850) en de dochter Anna, die al op jonge leeftijd overleed. In dit instituut richtte hij een klein orkest met minder gehandicapte op. Bij een van de concerten van dit orkest was de Keizer Frans Jozef I van Oostenrijk en Aartshertog Maximiliaan Jozef van Oostenrijk-Este aanwezig. Komzák was tevreden met dit orkest, maar zijn grote wens was een eigen orkest. Daarvoor heeft hij een instrumentatie cursus aan de school van de Praagse militaire bond afgelegd.
In 1854 was het dan zover en hij richtte een muziekkapel, meer een salonorkest, op. Een van de bekende leden van deze muziekkapel was Antonín Dvořák, die vanaf 1859 als altviolist in deze kapel meewerkte. Aanvankelijk speelde dit orkestje in zalen van restaurants op, meestal dansen (quadrille, polka, třasák, galop en wals) en deze kapel werd erg populair. Een concertreis naar Hamburg was een groot succes. Tussen de families van Komzák en Dvořák was er een goede relatie. Antonín Dvořák was de pianoleraar van de dochter Maria Komzák.
Naast zijn eigen orkest was Komzák ook dirigent van de Militaire muziekkapel van het Praagse scherpschutters-corps. Onder zijn dirigentschap ontwikkelde zich deze muziekkapel tot de beste van alle in Praag gestationeerde regimenten. In deze tijd begon Komzák ook te componeren. Zijn eerste publiceerde compositie was de Camelien - Quadrille (Čtverylka Kamelie), die ook de 1e prijs bij een compositiewedstrijd van de Praagse muziekuitgeverij J. Hoffmann won.
In 1862 kreeg hij de opdracht een orkest voor het Tsjechische Interim-theater (České Prozatímní Divadlo) in Praag op te richtten, waarbij de muzikanten uit zijn voormalige kapel de basis uitmaakten. In 1865 werd hij als dirigent van dit orkest opgevolgd door Bedřich Smetana en werd tegelijkertijd kapelmeester van de Militaire muziekkapel van het Písek Infanterie-Regiment nr. 11 eerst in Trente; het werd later (1866) verplaatst naar Linz en vanaf 1871 naar Hradec Králové. Als dirigent was hij in de militaire rang van overste en behoorde tot het officierskorps. Binnen dit korps werd hij bevriend met luitenant Herman. In Trente had Komzák met zijn muzikanten spoedig de harten van de Italianen gewonnen. In 1874 wisselde het regiment naar Praag en in 1877 naar Pilsen. Alhoewel Komzák met zijn muziekkorps naar verschillende steden van het keizerrijk trok verbleef zijn familie in Praag.
In 1876 kreeg hij het aanbod met zijn regimentskapel naar de Wereldtentoonstelling in Philadelphia te gaan en vervolgens zes maanden een concerttournee aan de Oostkust van de Verenigde Staten (Boston, Washington, New York) te maken, maar dit leende hij af, om zijn familie niet nog meer te belasten. In 1877 werd het regiment verlegd naar Pilsen. Van daaruit verzorgde hij met zijn militaire muziekkapel concerten in de badplaatsen Karlovy Vary en Mariánské Lázně.
In 1880 werd het regiment opnieuw verlegd van Pilsen naar een plaats in Herzegovina, maar dit keer ging Komzák niet mee. Hij ging voor korte tijd terug naar Praag. Iets later nodigde hem Veldmaarschalk Philipovič persoonlijk uit, de leiding van de Militaire muziekkapel van het Herzegovina Infanterie-Regiment nr. 74 in Pilsen over te nemen. Deze taak maakte hem niet veel vreugde, omdat hij niet de gewonde bewerkingen van Tsjechische liederen kon spelen. Het was hem verboden patriottische Tsjechische liederen uit te voeren. Tijdens een concert op 9 oktober 1881 in het hotel "De keizer van Oostenrijk" in Pilsen speelde hij als toegift een bewerking van een Tsjechisch lied. Aan de volgende dag kreeg hij de order tot een rapport bij de veldmaarschalk Binder.
Hij nom ontslag van de leiding van deze muziekkapel. Hij vertrok met zijn familie en zijn zuster Caroline in het eigen huis, dat hij al in 1875 liet bouwen in zijn geboortedorp Netěchovice. In januari 1882 wilde hij met pensioen gaan. In december 1882 kwam Veldmaarschalk Philipovič tot bezoek in het huis van Komzák in Netěchovice en nodigde hem opnieuw uit dirigent van het Militaire muziekkorps van het Beroun Infanterie-Regiment nr. 88 in Praag te worden. Komzák werd dirigent van dit militair orkest. In 1885 werd de politieke situatie nog meer problematisch. Alle kapelmeesters werd bevolen geen patriottische Tsjechische liederen meer in het programma op te nemen en vooral te verzuimen het Tsjechische volkslied uit te voeren. Komzák wilde het fout van Pilsen niet herhalen, maar tijdens een concert schreeuwde het publiek Speel voor ons land, of ga naar huis!. Nog aan dezelfde dag had Komzák een hevige discussie met de commandant Hauschke van het Infanterie-Regiment nr. 88 over de programmering van Tsjechische literatuur. De commandant capituleerde en Komzák bleef nog verdere drie jaar dirigent van de militaire muziekkapel. In 1888 ging hij uiteindelijk met pensioen.
Als componist schreef hij rond 300 werken, vooral marsen en dansen voor harmonieorkest.

## Composities (Uittreksel)

### Werken voor harmonieorkest
- 1857 Eumeniden galopp
- 1888 Soldaten-Abschied
- Abrüstungs-Marsch (Wiener-Marsch)[1]
- An Prag, mars
- Avantgarde-Marsch
- Blau Äuglein, polka française
- Camelien - Quadrille (Čtverylka Kamelie)
- Concentrierungs-Marsch[1]
- Die Linzerin, polka
- Echtes Wiener Blut, mars
- Feldzugmeister „Von Kuhn“-Marsch (Huldigungs-Marsch)
- Horak Marsch (Guldenzettels Abschied), mars
- Kielmannsegg, polka française (samen met: Karel Komzák (zoon)
- Koitkowicz-Marsch
- Landwehr-Marsch
- Moldauwellen Walzer (Vltavan), wals
- Morcaschani-Marsch[1]
- Nobili-Marsch
- Rabin Libejicer, Polka française, op. 8
- Soldatenfreund[1]
- Vltavotýnská polka
- Volapük, Polka française